# شهرستان ماسال
ماسال یکی از شهرستان‌های استان گیلان در شمال ایران است.
جمعیت این شهرستان در سرشماری سال ۱۳۹۵ خورشیدی، ۵۲٬۶۴۹ نفر بود و مرکز آن شهر ماسال است. این شهرستان دارای ۲ بخش و چند روستا است.
این شهرستان دربرگیرنده ماسال و شاندرمن است که دارای ۹۴ روستا و وسعت جغرافیایی ماسال ۴۸۶ کیلومترمربع است. از این میزان حدود ۷۰ هزار هکتار آن جنگل و مرتع و ۷۲۵۰ هکتار زیر کشت برنج و ۳ هزارو ۹۸۳ هکتار اراضی باغی می‌باشد. میزان بارش سالانه باران در این منطقه ۱۰۰۰ الی ۱۴۰۰ میلی‌متر است.
جاده کوهستانی ماسال به خلخال از این منطقه شروع می‌شود و جز مسیرهای جذاب برای طبیعت گردان محسوب می‌شود.
ماسال با مساحت ۶۳۳ کیلومتر مربع و ارتفاع ۸۰ متر بالاتر از سطح دریا، مرتفع‌ترین منطقه استان گیلان پس از رودبار محسوب می‌گردد.
ماسال که قبلاً جزئی از منطقه وسیع تالش بود در سال ۱۳۷۶ مستقل و به شهر تبدیل شد، که شامل دو بخش: مرکزی و شاندرمن، چهار دهستان: شاندرمن، شیخ نشین، حومه و ماسال و نیز ۹۸ آبادی است که از این تعداد ۱۲ آبادی خالی از سکنه است. براساس سر شماری ۱۳۹۵جمعیت این شهرستان بالغ بر ۵۲٬۶۴۹ نفر است که از این تعداد ۲۳٬۶۳۰ نفر در شهر و بقیه ساکن روستاها هستند.
ماسال با دارا بودن ۷۲۵۰ هکتار اراضی شالیزاری و ۴۵۹ هکتار اراضی باغی از نظر کشاورزی و تنوع محصول از اهمیت خاصی برخوردار است، زیرا مستعد بودن خاک سبب شده‌است که انواع محصولات باغی و زراعی در آن کشت گردد؛ که مهم‌ترین محصول این منطقه برنج، باقلا، مرکبات، آلوچه (گوجه‌سبز)، سبزیجات و غیره می‌باشد. در ضمن مردم این منطقه پس از برداشت برنج به کشت دوم تمایل زیادی داشته و محصولاتی چون شبدر و … جهت تمکن اقتصادی کشت می‌نمایند. ضمناً در ماسال بازار هفتگی در روز شنبه و در بخش شاندرمن روز پنج شنبه برگزار می‌گردد که دارای رونق فراوان است. علاوه بر کشاورزی، دامداری ماسال با دارا بودن بیش از ۲۵۰ هزار واحد دامی سنگین و سبک یکی از مهم‌ترین تولیدکنندگان فرآورده‌های دامی از جمله گوشت قرمز، گوشت مرغ، پنیر، کره، شیر، لر (ماده غذای بسیار خوشمزه و پر کالری که ترکیبی از شیر و آب پنیر می‌باشد)، ماست و پشم و پوست و … که در سطح استان از شهرت خوبی برخوردار است، می‌باشد. همچنین پرورش زنبور عسل در ماسال رایج و عسل طبیعی این شهر نیز معروف است. آب و هوای این منطقه به دلیل کوهستانی بودن دارای زمستانهای گرم و با درصد رطوبت بیشتر از ۷۵ درصد می‌باشد. بیشترین رطوبت در شهریور ماه مشاهده می‌شود.
از روستاهای ماسال می‌توان به اهکلان، طاسکوه، شمه‌سرا، خانقابر، شالما، لوحه سرا، چسلی، کوچکام، لیپا و… را نام برد که هر کدام از این روستاها زیبایی خودش را دارد. اغلب روستاییان کشاورز برنج هستند و در کنار کشاورزی دام‌پروری نیز انجام می‌دهند.
در ماسال بیش از ۱۷ غار بزرگ و کوچک وجود دارد که بزرگ‌ترین آن‌ها غار آویشو است که بین مناطقی همچون تالی بنه، انده چر و خماسون در بستر دره‌ای کم‌آب قرار دارد. این غار شگفت‌انگیز که در حوزه جغرافیایی بخش شاندرمن واقع شده و همچنین از بزرگ‌ترین غارهای گیلان و در نوع خود یکی از کم نظیرترین غارها در سطح کشور است. تا کنون تا ۲۰۰۰ متری این غار پیمایش شده‌است
این شهر دارای محدوده‌های کوه‌پایه‌ای، جنگلی و مرتعی می‌باشد. آب و هوای آن در ناحیه جلگه ای، مرطوب و در ناحیه کوهستانی، نیمه مرطوب کوهستانی است.

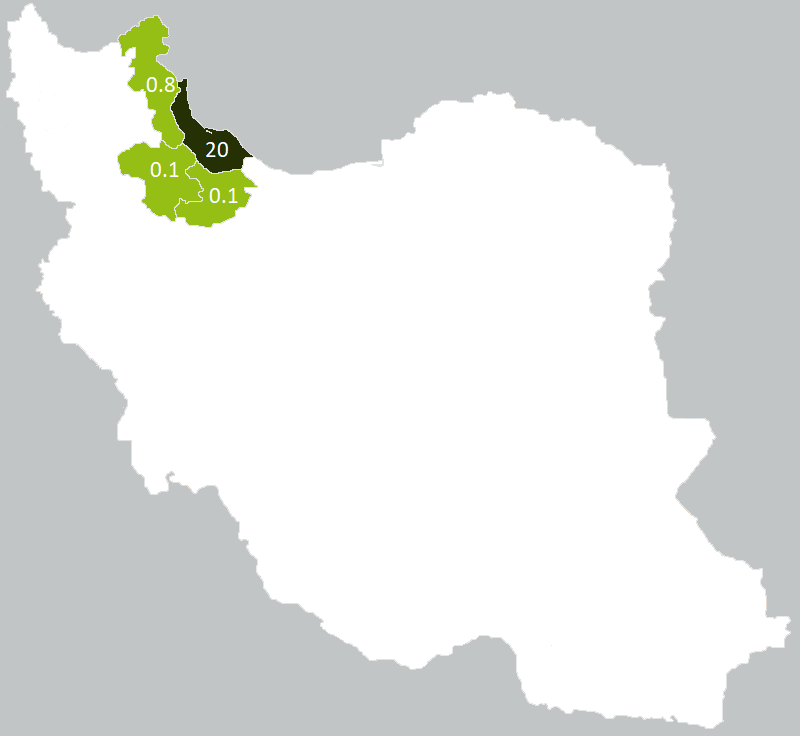
پراکندگی مردم تالش در استان‌های ایران

مردم ماسال از قوم تالش هستند و به زبان تالشی سخن می‌گویند.

## تقسیمات کشوری
- بخش مرکزی شهرستان ماسال
  - دهستان حومه
  - دهستان ماسال
- بخش شاندرمن
  - بخش شاندرمن
  - شیخ‌نشین

## روستاهای ماسال

### ●بخش شاندرمن
1. اسطلخ زیر
2. امامزاده شفیع
3. انجیلان
4. اولم
5. برگسرا
6. بروج راه
7. بنه‌سرا
8. بی تم
9. پاشکم
10. پشد
11. پلنگ سرا
12. پنگاپشت
13. پیرسرا (شاندرمن)
14. طالب دره
15. توسه‌سرا
16. چاله‌سرا
17. چای خاله
18. چپه‌زاد
19. چماچار
20. چموش دوزان
21. چورک موزان
22. چیت بن
23. خرف کوره
24. خشکه‌دریا
25. خلورجان
26. دِران
27. دلیجان
28. زرابچه
29. زرددول
30. سیاه‌دوله
31. سیاه‌کوه
32. سیاه‌مرد
33. شالکه
34. عنبرادول
35. قَران
36. کفود
37. کفودمژده
38. کوبن
39. کوره جان
40. گرمسر
41. گِسکِمینجان
42. گلوکوه
43. لتشت
44. لَچور
45. لل کن
46. مشه‌که
47. معاف
48. ملک بگور
49. ملک جهان
50. میرمحله (شاندرمن)
51. نیلاش
52. وِزمَتر

### ●بخش مرکزی
1. اسب ریسه
2. آهکلان
3. پیرسرا (بخش مرکزی ماسال)
4. تلارگاه
5. تبرسرا
6. توت نساء
7. چسلی
8. خانقاه بر
9. خروم
10. خودبچر
11. خِری دول
12. درخانه
13. دول کوه
14. دولَه ملال
15. رزین دول
16. ریزه مندان
17. سِراکه
18. سلیم‌آباد
19. سیاه‌دول
20. سیدمحله
21. شالما
22. شالماکوه
23. طاسکوه
24. طبق سر
25. کوچکام
26. کوربار
27. کیشه خاله
28. کیشخانی
29. گاومیشبان
30. گرم‌خانی
31. گنذر
32. گیله‌سرا
33. لیپا
34. لیر
35. ماسوله خانی (موسله خونی)
36. مَرکیه
37. مهدیخان محله
38. میرمحله (بخش مرکزی ماسال)
39. میله سرا
40. نسا
41. وردوم
42. ورمیه (روستای ورمیه سه بخش دارد: ورمیه، آلینا، اصلان محله)
43. وشمه سرا

## مشاهیر
از مشاهیر این شهر می‌توان به انامقلی ماسالی، هادی حمیدی، علی عبدلی، فرامرز مسرور ماسالی، آرمان رمضانی و فردین معصومی اشاره کرد.